# Филоново (Воронежская область)
Фило́ново — село в Богучарском районе Воронежской области.
Административный центр Филоновского сельского поселения.

## География
Село находится на расстоянии 18 км к северо-западу от города Богучар, административного центра района.

## История
Село известно с 1740 года. В 1847 году была построенная каменная церковь.

## Население
| 1859 | 1897  | 2005 | 2010 |
| ---- | ----- | ---- | ---- |
| 631  | ↗1168 | ↘592 | ↗596 |

## Улицы
| - пер. Берёзовый, - ул. Вишнёвая, - пер. Дорожный, - пер. Лесной, - ул. Молодёжная, | - ул. Солнечная, - ул. Степная, - ул. Чапаева, - пер. Школьный, - ул. Шоссейная. |